# غونزالو روتشا
غونزالو روتشا (بالإسبانية: Gonzalo Rocha) (30 يناير 1984 في الأوروغواي - ) هو لاعب كرة قدم أوروغواني في مركز الوسط. لعب مع ديفينسور سبورتينغ ونادي كومبوستيلا وأوروغواي مونتفيدو.

## وصلات خارجية
- غونزالو روتشا على موقع قاعدة بيانات كرة القدم.إي يو (الإنجليزية)